# Paradise, Kalifornien
Paradise är en stad (town) i Butte County, i norra delen av delstaten Kalifornien, USA, cirka 150 km norr om Sacramento. Enligt United States Census Bureau har Paradise en folkmängd på 26 249 invånare (2011) och en landarea på 47,4 km².
En omfattande skogsbrand, Camp Fire, svepte in över staden den 8 november 2018 varvid den i stort sett utplånades. Över 13 000 byggnader blev helt förstörda, däribland bostäder, sjukhus och skolor. 95 % av byggnaderna i staden brann ned på 6 timmar. Branden krävde 85 dödsoffer, flera av dem hittades i utbrunna bilar. Totalt 52 000 invånare evakuerades från Paradise och dess omgivningar och lika många blev hemlösa efter branden. Hela branden omfattade nästan 62 000 hektar och förstörde 18 000 byggnader när man räknar in områdena runt Paradise. Det tog 20 dagar innan branden blev under kontroll och den medförde att hundratusentals människor evakuerades. 
Många som bodde i staden hade inte sina hem försäkrade, bland annat på grund av höga taxor efter en tidigare skogsbrand 2008. All oförsäkrad egendom som förstördes i branden beräknas vara värd 40 miljarder kronor. Ett år senare är staden mest lik en spökstad med förorenat dricksvatten och många är fortfarande hemlösa. Ett par affärer har återuppbyggts, men 11 000 tomter till salu. Bara 9 hus var helt återuppbyggda och 30 delvis färdiga av de 13 000 nedbrunna. Hälften av alla skolelever och alla poliser i staden hade inte kommit tillbaka efter ett år, i november 2019.